# КрАЗ-6133
КрАЗ-6133 (англ. KrAZ-6133) — сімейство українських вантажних автомобілів з колісною формулою 6×6 або 6×4 капотного компонування, що виробляються на Кременчуцькому автомобільному заводі. Призначені для монтування різноманітних надбудов.

## Модифікації
- КрАЗ-6133М6 — сортиментовоз з колісною формулою 6×6 вантажопідйомністю 16,5 тонн.
- КрАЗ-6133C6 — самоскид з колісною формулою 6×6 вантажопідйомністю 18 тонн.
- КрАЗ-6133КЕ — вахтовий автомобіль з колісною формулою 6×6 пасажиромісткістю 29 осіб.
- КрАЗ-6133Р4 — автобетонозмішувач з колісною формулою 6×4.